# Moździerz Ordnance ML 3 in
Ordnance ML 3 in Mortar – podstawowy brytyjski moździerz piechoty z czasów II wojny światowej. 
Był to typowy moździerz piechoty, gładkolufowy, odprzodowy, składający się z lufy, płyty oporowej i trójnoga, które mogły być szybko rozkładane i przenoszone przez obsługę. Broń była typową konstrukcją systemu Stokesa-Brandta, łączącą prostotę moździerza Stokesa z opływową, aerodynamiczną, stabilizowaną bombą systemu Brandta. Z innymi moździerzami epoki łączył go też "międzynarodowy" kaliber, 81 mm (3,2 cala; określenie "3 inch" - 3-calowy, 76 mm - było używane dla uproszczenia nazewnictwa). Mógł więc wykorzystywać zdobyczną lub aliancką amunicję (w tym celu stworzono nawet wersję ze zmienioną iglicą - Mk V).

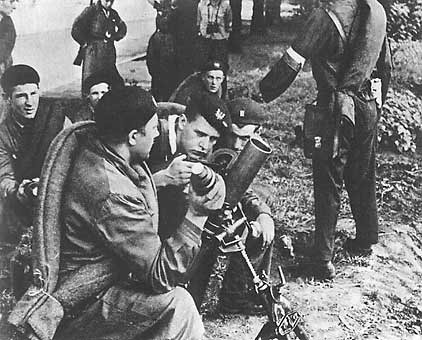
Ostrzeliwanie z moździerza Ordnance ML 3 niemieckich pozycji na ulicy Polnej w walkach o Politechnikę Warszawską podczas powstania warszawskiego, 1944

Broń była solidna i niezawodna, miała jednak w wersji Mk. I dużo krótszy zasięg (ok. 1400 m) od porównywalnych konstrukcji, w tym niemieckiego 8 cm Granatwerfer 34. Dzięki opracowaniu nowej amunicji, w szczególności lepszych ładunków miotających, udało się uzyskać zadowalający zasięg ok. 2500 m (wersja Mk II; kanadyjska wersja z ponad dwumetrową lufą strzelała 270 m dalej, ale była zbyt ciężka i niepraktyczna). Zadowalając się krótszym zasięgiem, Australijczycy używali wersji z lufą skróconą do 76 cm, która była lekka i poręczna w czasie walk w dżungli.
Broń była wykorzystywana na wszystkich polach bitew II wojny światowej, jako podstawowe wyposażenie kompanii wsparcia batalionu piechoty: 6 moździerzy, z obsługami i parkiem amunicyjnym tworzyło 46-osobowy pluton. Często był też przewożony (wraz z zapasem amunicji) na transporterach Universal Carrier. Moździerze te pozostały w użyciu do lat sześćdziesiątych.
Amunicja (wszystkie pociski miały wagę 4,54 kg/10 lb)
| Nazwa pocisku | typ                             | kolor                            |
| ------------- | ------------------------------- | -------------------------------- |
| HE Mk 6       | Burzący                         | ciemnooliwkowy z czerwonym pasem |
| WP            | Dymny, z białym fosforem        | ciemnozielony                    |
| FM            | Dymny, z czterochlorkiem tytanu | ciemnozielony                    |
| oświetlający  |                                 | jasnooliwkowy                    |